# 帅荣
帅荣（1911年—1997年），湖北省黄梅县人。中国人民解放军少将。
1929年，参加中国工农红军，任红八军第8团连政治委员，第8师8团政治委员，第17师51团营长，粤赣军区24师64团团长，红二十八军81师1团参谋长。参加长征。抗日战争期间，担任八路军120师359旅718团政治委员，冀中军区第九，第三，第十军分区政治委员。第二次国共内战期间，担任晋察冀军区第二纵队副政治委员，冀中军区独八旅政治委员，中共第九地委副书记、书记，中共保定市委副书记，华北军区师政治委员。中华人民共和国成立后，任第23兵团第三十七军政治委员兼军政委员会主任，率部参加朝鲜战争。1955年，授予少将军衔。